# Célula solar sensibilizada corante
Células solares (CS) são dispositivos que convertem a luz solar em energia elétrica através do efeito fotovoltaico. Células solares sensibilizadas por corante (DSSC - sigla do inglês dye sensitized solar cell) são pertencentes ao grupo de células solares híbridas, pois são formadas por materiais orgânicos e inorgânicos. Seu sistema de funcionamento é formado por um anodo foto-sensibilizado, baseado em um material semicondutor, um eletrólito e um catodo foto-eletroquímico. Esse tipo de CS foi primeiramente proposto por Michael Grätzel e Brian O’Regan na École Polytechnique Féderale de Lausanne em 1991   , e por isso são também conhecidas como células solares de Grätzel. 
Estes dispositivos são atrativos devido ao fato de combinarem a vantagem dos materiais orgânicos e inorgânicos, ou seja, são mecanicamente resistentes, fabricados com material de baixo custo e possuem grande facilidade de processamento se comparadas às células solares de silício que são comercializadas atualmente. Podem ainda ter sua aplicação ampliada pois são  mais leves e podem ser produzidas sob substratos flexíveis e ainda pode ser coloridas de acordo com o corante utilizado.

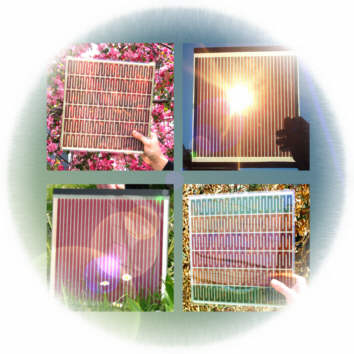
Figura 1: DSSC

## Histórico
As primeiras células solares foram construídas por Charles Fritts em 1890, o qual utilizou o semicondutor selênio e uma fina camada de ouro para formar junções. O modelo então foi aprimorado e, por volta de 1941 Russell Ohl   desenvolveu a primeira célula de silício. Este tipo de célula solar é conhecido como célula solar de primeira geração, e  são constituídas principalmente por junções p-n de silício cristalino. A primeira geração de CS constitui a tecnologia dominante em termos de produção comercial.

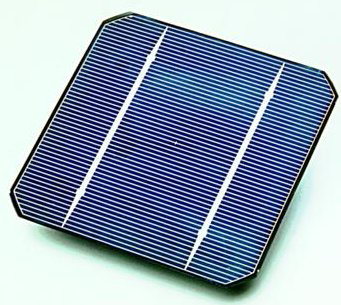
Figura 2: Célula solar de silício cristalino

A segunda geração de CS utiliza semicondutores como o silício amorfo, silício policristalino ou microcristalino, telureto de cádmio entre outros. São  baseadas na tecnologia de filmes finos, o que reduz a quantidade de material necessário para a produção e consequentemente os custos, o que viabiliza sua aplicação mesmo apresentando eficiência de conversão menor do que as células solares de primeira geração.
A terceira geração de CS é baseada em sistemas híbridos (orgânico/inorgânico) ou puramente orgânicos (célula solar polimérica), visando manter o baixo custo de produção e o diferencial de combinar as propriedades óticas e elétricas dos semicondutores inorgânicos com as propriedades mecânicas e de fácil processabilidade dos compostos orgânicos (polímeros).  Além disso, apresentam potencial de ganho na eficiência de conversão energética. . Nas células solares híbridas, o material orgânico é combinado com um inorgânico, formando uma heterojunção fotoativa   , a qual, além de atuar como absorvedor de fótons é responsável também pela formação e dissociação do éxciton formado. Células solares híbridas podem ser fabricadas utilizando diferentes conceitos, porém todos utilizam diferentes nanopartículas de materiais inorgânicos (como TiO2   , ZnO   , CdInS2   , Cu  , entre outros), combinados com diferentes materiais orgânicos como corantes e polímeros conjugados. Dentre os compostos inorgânicos utilizados, o TiO2 se destaca devido às  suas propriedades como amplo band gap óptico (3,2 eV), alta absorção no ultravioleta, estabilidade química a longo prazo, baixo custo de obtenção e não toxidade   .

## O dispositivo - DSSC
A DSSC original desenvolvida por Grätzel consiste em três partes principais: o anodo, o filme fino de TiO2 e o catodo. Sobre o anodo, constituído por um substrato de vidro recoberto com um filme fino de um óxido semicondutor transparente (como o FTO – óxido de estanho dopado com flúor) é depositado o filme de dióxido de titânio (TiO2), que deve ser constituído de nanopartículas a fim de ter uma grande porosidade e alta área superficial. Este anodo (eletrodo) então é imerso numa solução saturada de corante (geralmente um complexo de Ru) até que as moléculas do corante fiquem covalentemente ligadas na superfície do TiO2. 
O outro eletrodo, o catodo, é constituído pelo mesmo substrato de vidro recoberto com FTO recoberto com uma camada de Pt que tem o papel de catalisador na célula. Os eletrodos devem ser unidos (sanduichados), e entre eles é depositado um eletrólito, que geralmente é constituído por uma solução de iodo. A célula deve ser selada para que não haja vazamentos e o eletrólito não seja drenado.

## Funcionamento
Para o bom funcionamento de uma DSSC a luz solar deve passar através do substrato de vidro, do filme de FTO e atingir o corante adsorvido na superfície da molécula de TiO2. O TiO2 absorve apenas uma pequena fração de fótons provenientes da luz solar (na região do UV). Os fótons que atingirem o corante e tiverem energia suficiente para serem absorvidos, criam um estado excitado no corante, de onde um elétron pode ser ejetado e ir diretamente para a banda de condução do TiO2. O elétron então se difunde através do TiO2 até o catodo. Devido à perda do elétron a molécula de corante  se decompõe, mas em seguida é regenerada por um elétron proveniente do eletrólito de iodo, que é oxidado ao íon triiodeto (I3-). Esta reação ocorre muito rápido se comparado ao tempo que leva para o elétron que foi ejetado  voltar à molécula que foi oxidada. Esta diferença no tempo de reação evita a recombinação, que poderia provocar um curto-circuito na CS. Por sua vez, o íon triiodeto recupera seu elétron perdido através de difusão até o catodo, onde o contra eletrodo (Pt) reintroduz o elétron após este fluir através do circuito externo. 

## Corantes
Teoricamente, um bom corante deverá absorver o máximo possível em todo espectro solar, ligar-se fortemente à superfície semicondutora, ter um potencial redox adequado e ser estável por vários anos de exposição solar. Dentre os tipos de corantes utilizados recentemente na produção de DSSC podem-se destacar os complexos de metais de transição, como N3 e Black Dye, este apresentado na Figura 4. Também podem ser utilizados corantes naturais, extraídos de folhas e frutos que possuem principalmente antocianinas, como a jabuticaba, mirtilo, amora, entre outros.

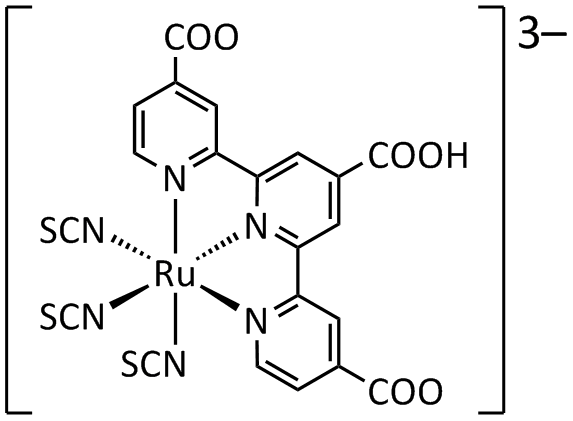
Figura 4: Black Dye

## Eficiência
Muitas medidas são utilizadas na caracterização das DSSC, porém a mais importante é a medida da energia elétrica produzida por quantidade de energia solar incidida na célula. Esta medida é expressa em porcentagem e é conhecida como eficiência de conversão solar. A potência é o produto da tensão e corrente, então os valores máximos dessa medida é importante, assim como a Jsc (densidade de corrente de curto circuito) e Voc (tensão de circuito aberto). Ainda, a eficiência quântica pode ser usada para comparar a probabilidade que um fóton (com uma certa energia) irá promover um elétron. Devido ao fato das nanopartículas de TiO2 estarem recobertas com o corante, logo uma grande área superficial, existe uma grande probabilidade de que o fóton incidente promova um elétron, assim em termos de eficiência quântica, as DSSC são muito eficientes. Teoricamente, a tensão máxima gerada por cada célula é a diferença entre o (quasi-)Fermi level do TiO2 e o potencial redox do eletrólito, em torno de 0,7 V sob iluminação (Voc). Isto é, uma DSSC iluminada conectada a um voltímetro em circuito aberto deve ser lida a tensão de 0,7 V. Embora o corante seja altamente eficaz na conversão dos fótons absorvidos em elétrons livres no TiO2, apenas os fótons absorvidos pelo corante irão produzir corrente. A taxa de absorção de fótons depende do espectro de absorção da camada de TiO2 sensibilizadas pelo corante, sobre o espectro de fluxo solar. A sobreposição dos dois espectros determina a possibilidade máxima de fotocorrente.  Os corantes tipicamente utilizados têm baixa absorção na parte vermelha do espectro se comparado ao silício, o que significa que um menor número de fótons são utilizados para a geração de corrente. Estes fatores limitam a corrente gerada por um DSSC, para comparação, uma célula de silício solar tradicional proporciona cerca de 35 mA/cm2, e as DSSCs atuais geram cerca de 20 mA/cm2.

## Degradação
As DSSCs degradam-se quando expostas à radiação ultravioleta. Por isso o eletrodo pode ser constituído de estabilizadores de UV e/ou UV cromóforos luminescentes (que absorvem a radiação solar e emitem em comprimentos de onda mais longos) e anti-oxidantes, que  protegem e aumentam a vida útil da célula. 

## Vantagens
A DSSC apresenta boa eficiência em relação ao custo de produção, em torno de 11% , sendo reportado até 12,3%. Isto faz das DSSCs atraentes como substituto para as tecnologias existentes em aplicações como coletores solares no telhado, onde a robustez mecânica e leveza do coletor  são grandes vantagens. 

## Desvantagens
A principal desvantagem nas DSSCs é o uso do eletrólito líquido, que apresenta problemas em relação à estabilidade e temperatura. Em baixas temperaturas o eletrólito pode congelar, interrompendo o processo da célula. Em altas temperaturas o líquido pode expandir-se, e vazar do dispositivo se este não estiver com uma vedação perfeita. Ainda, o eletrólito possui compostos orgânicos voláteis (solventes), que devem ser cuidadosamente vedados, pois podem ser prejudiciais à saúde humana e ao ambiente. Estas desvantagens, junto ao fato dos solventes permearem substratos poliméricos, têm impedido sua aplicação em larga escala ao ar livre, assim como sua  integração em estruturas flexíveis  .A substituição do eletrólito líquido por um sólido ou em gel tem sido amplamente estudada. Trabalhos recentes utilizando sais fundidos solidificados têm se mostrados promissores, porém possuem taxa de degradação ainda maior durante o funcionamento contínuo e não são flexíveis .

## Mercado
Atualmente existem empresas que comercializam os suprimentos para a construção de DSSC e algumas até os próprios painéis, como:
-Solaronix, uma empresa suíça especializada na produção de materiais para DSSCs desde 1993 e em 2010 ampliou suas instalações para sediar uma linha piloto de produção de módulos de DSSC
-Solar Print fundada em 2008, é uma marca irlandesa que comercializa painéis. Esta empresa busca a inovação do eletrólito líquido, que tem dificultado a comercialização das DSSC.
- Dyesol abriu oficialmente suas novas instalações de produção em Canberra Austrália no dia 7 de outubro de 2008. Esta empresa tem parcerias com a Tata Steel (TATA-Dyesol) e Pilkington vidro (Dyetec-Solar) para a fabricação e desenvolvimento em grande escala de DSSCs. 
- Sony Corporation desenvolveu DSSC com uma eficiência de conversão de energia de 10%, um nível considerado necessário para uso comercial.